# Chlorobyrrhulus piochardi
Chlorobyrrhulus piochardi is een keversoort uit de familie pilkevers (Byrrhidae). De wetenschappelijke naam van de soort is voor het eerst geldig gepubliceerd in 1870 door v Heyd.